# Завод азотних добрив у Гарабогазі
Завод азотних добрив у Гарабогазі – підприємство хімічної промисловості, яке діє у прикаспійському регіону Туркменістану. 
Проект реалізували через компанію «Гарабогазкарбамід», яка відноситься до державного концерну «Туркменхімія» ("Turkmenhimiya"). Завод, який ввели в експлуатацію у 2018-му, може продукувати 2000 тон аміаку та 3500 тон карбаміду на добу. Номінальна річна потужність заводу визначена на рівні 660 тисяч тон аміаку та 1155 тисяч тон карбаміду. 
У 2021 році завод випустив 570 тисяч тон аміаку та 990 тисяч тон карбаміду. В першому півріччі 2022-го випуск карбаміду досягнув 565 тисяч тон.
Серед обслуговуючих виробництв є теплоелектроцентраль, обладнана газовою турбіною від Mitsubishi Hitachi Power Systems. 
Необхідну для роботи заводу технологічну воду отримують шляхом опріснення морської води за методом зворотнього осмосу. Система охолодження також базується на воді з Каспію, для подачі якої проклали трубопровід завдовжки 1,6 км з діаметром 3,7 метра. Повернення у море теплої води відбувається по трубопроводу діаметром 3,1 метра, який після очисної споруди переходить у канал завдовжки кілька сотень метрів. 
Для відвантаження продукції на експорт модернізували причал у каспійському порту Бекдаш, до якого веде конвеєрна лінія завдовжки 2,7 км.
При роботі на проектній потужності підприємство потребує 1 млрд м3 природного газу, який надходить по перемичці від трубопроводу Окарем – Гарабогаз.